# هنری استرام
هنری استرام (انگلیسی: Henry Stram؛ زادهٔ ۱۰ سپتامبر ۱۹۵۴) بازیگر، خواننده اهل ایالات متحده آمریکا است.
از فیلم‌ها یا برنامه‌های تلویزیونی که وی در آن نقش داشته‌است می‌توان به مرد بیمنطق، برترین شومن اشاره کرد.